# Parc-Extension
Parc-Extension est un quartier de la ville de Montréal, au Québec (Canada), situé dans l'arrondissement Villeray–Saint-Michel–Parc-Extension. Il est délimité au nord par le boulevard Crémazie et l'autoroute Métropolitaine, au sud et à l'est par le chemin de fer du Canadien Pacifique et à l'ouest par le boulevard de l'Acadie.
Historiquement lieu d'accueil pour les immigrants grecs, sa population est l'une des plus ethniquement diversifiées sur le territoire montréalais. Les personnes d'origine sud-asiatique sont d'ailleurs nombreuses dans le quartier. Avec une population de plus de 30 000 personnes et un territoire de 1,6 km2, il s'agit du quartier le plus densément peuplé de Montréal. 

## Histoire

### XIXesiècle
Les origines du quartier Parc-Extension sont étroitement liées au démantèlement de la paroisse Saint-Laurent qui, au XIXe siècle, recouvrait le centre-nord de l'île de Montréal.
En 1876, le Canadian Pacific construit la voie ferrée qui marque aujourd'hui la partie est du quartier. Ce qui constitue alors Parc-Extension fait partie de la paroisse Saint-Laurent, qui est occupée inégalement par une centaine de familles, majoritairement des agriculteurs.
En 1894, les habitants de la partie ouest de la paroisse Saint-Laurent trouvent l'église trop éloignée pour s'y rendre à pied. Ces citoyens réclameront une nouvelle paroisse auprès du clergé de Montréal. Dans le souci que les citoyens remplissent leurs devoirs de bons pratiquants, le clergé n'hésitera pas à se plier à cette demande.
Les principales familles de la paroisse sont alors les familles Durand, Labelle, Fortin, Lebeau, Hutchison et Masson. Les paroissiens parlent d'annexion.

### XXesiècle
Au début du XXe siècle, les conditions de vie sont de plus en plus difficiles dans le sud de la ville de Montréal. Plusieurs familles décident donc de venir s'installer dans ce qu'est aujourd'hui Parc-Extension. L'apparition du tramway électrique comme nouveau moyen de transport contribuera pour une grande partie au peuplement de la paroisse Saint-Laurent.
La venue du tramway incite les spéculateurs à acheter les terres des agriculteurs pour les transformer en lots. C'est ainsi qu'en 1907, la Park Realty company of Montreal acheta trois lots qui furent nommés Park Avenue Extension, d'où origine le nom du quartier.
L'année 1910 sera marquée par l'annexion à la Ville de Montréal d'une partie de la paroisse de Saint-Laurent (le quartier actuel de Parc-Extension), en même temps que la ville de Côte-des-Neiges, Ville Émard, la ville de Notre-Dame-de-Grâce, le village d'Ahuntsic et le village de Bordeaux.

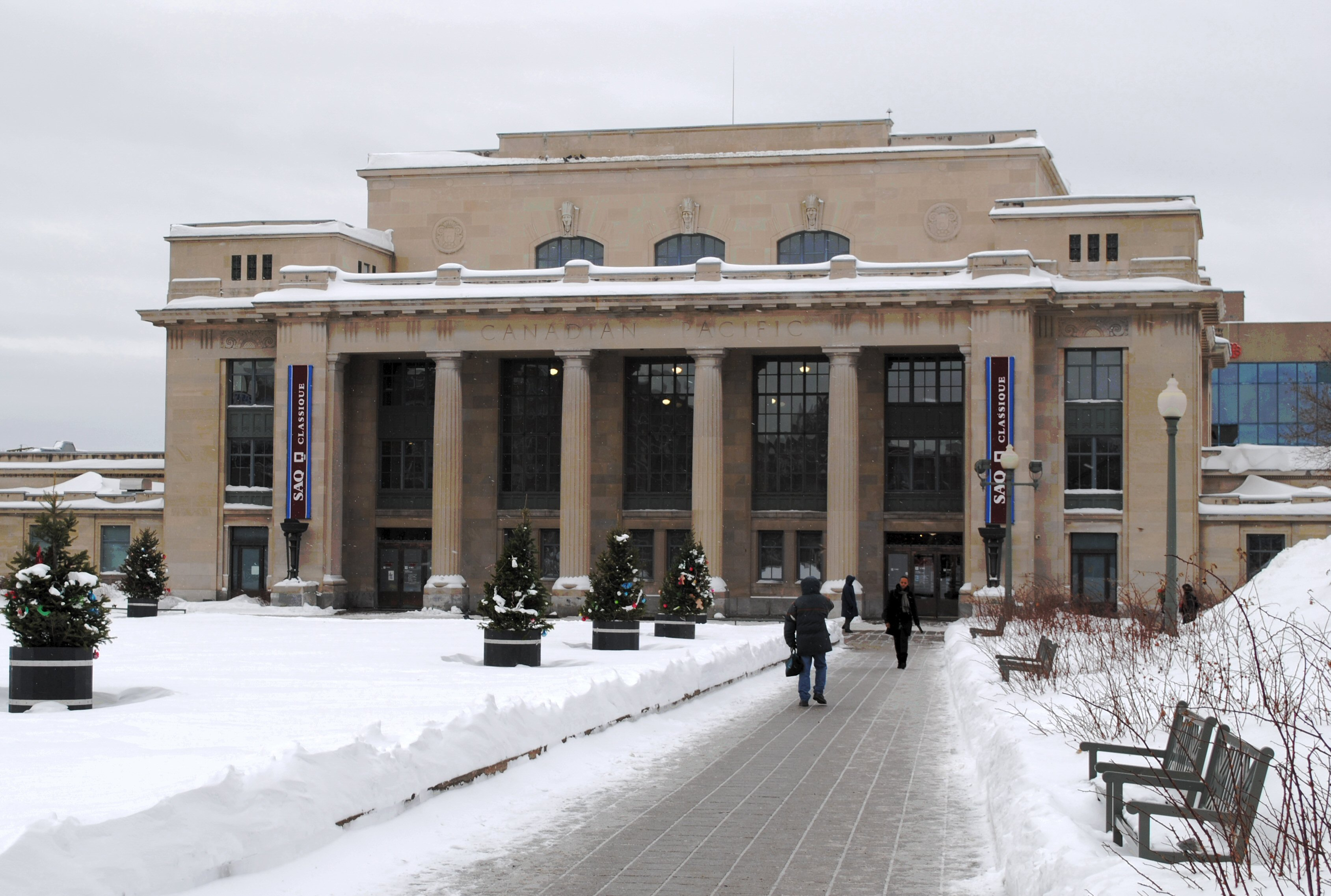
La gare Parc.

La construction de la Park Avenue Station ou la gare Jean-Talon au début des années 1930 transformera peu à peu la composition du quartier. La venue du train incitera nombre de petites industries à venir s’installer tout près de la gare afin de faciliter la réception et l’envoi des marchandises. Des ouvriers du Canadian Pacific Railway viendront également s’établir près de la gare. L’activité agricole est tranquillement délaissée pour être remplacée par une population ouvrière, qui transformera Parc-Extension en un quartier urbain.
À la même période (années 1930), Parc-Extension est un quartier d'accueil pour les immigrants européens. La Seconde Guerre mondiale et diverses crises politiques et économiques qui frappent l'Europe amènent des immigrants européens dans le quartier : Juifs d'Europe de l'Est, Ukrainiens, Hongrois, Italiens et Grecs, entre autres.
La fin des années 1960 et le début des années 1970 sont marqués par la venue de plusieurs communautés d’origine diverse, mais surtout celle en provenance de la Grèce, qui a façonné le paysage du quartier. Parc-Extension devient, au fil des ans, une terre d’accueil pour plusieurs communautés.
À la fin des années 1970, la composition ethnoculturelle du quartier se diversifie avec la venue d'une nouvelle vague d'immigration en provenance cette fois des Antilles (Haïti), d'Amérique centrale, de l'Asie du Sud (Inde, Pakistan, Bangladesh, Sri Lanka) et du Sud-Est (Cambodge, Viêt Nam, Laos). On remarque aussi des communautés des pays arabes et de la Turquie.
Les années 1980 coïncident avec le déclin industriel de Montréal et les crises économiques mondiales qui affectent la ville et touchent durement ce quartier ouvrier entouré d'usines et d'infrastructures qui ne lui apportent plus la prospérité.
Depuis les années 1990, Parc-Extension ne cesse de se diversifier et compte maintenant, selon le dernier recensement de Statistique Canada, une centaine de groupes issus d'autant de communautés culturelles et une quarantaine de langues maternelles autres que le français et l'anglais. Les immigrants représentent 58 % de la population du district, alors qu'ils constituent 31 % de la population à Montréal.
En 1987, le métro Parc est inauguré et débute ses opérations. En 1997, la gare Jean-Talon rouvre, après une fermeture de 15 ans ; on changera son nom en 2000 pour gare Parc.

### De nos jours (depuis 2010)
La transformation de la cour de triage Outremont comme extension du campus de l’Université de Montréal amène de nouvelles perspectives pour ce secteur parfois oublié par la ville centre.
L'année 2010 marque le centenaire de l'intégration du quartier au sein de la Ville de Montréal. Une série d'activités sont organisées pour souligner l'événement.
Un fonds d'archives du Parc Extension est conservé au centre d'archives de Montréal de Bibliothèque et Archives nationales du Québec.
La bibliothèque publique du quartier est située dans le complexe William-Hingston, qui accueille également une école primaire et un centre de francisation. La bibliothèque, reflétant la réalité du quartier, offre des livres dans plusieurs langues étrangères, dont les langues suivantes : hindi, bengali, tamoul, grec, punjabi, urdu, gujarati, espagnol et italien.

## Démographie
Parc-Extension est le quartier le plus densément peuplé de Montréal. On y retrouve 18 802 habitants au km2 comparativement à 3 625 habitants au km2 à Montréal. Au total, 31 399 personnes représentant une centaine d’ethnies différentes cohabitent dans ce quadrilatère de 1,6 km2. Avec 62 % de sa population née hors Canada, on associe d’abord Parc-Extension à la multiethnicité et au multiculturalisme. On y dénombre en outre une quarantaine de langues maternelles autres que le français ou l’anglais.